# المولدي زليلة
المولدي زليلة اشتهر بكنية عم خميّس ولد يوم 27 ديسمبر 1917 ببلدة أولاد يانق بجزيرة قرقنة ودفن بها يوم 11 جوان 2009 ، هو شاعر ومناضل تونسي.

## حياته
عمل كناسا بشركة السكك الحديدية وانتمى إلى الحزب الحر الدستوري الجديد في الثلاثينات ثم تطوع في الجندية سنة 1937 ليغادرها في مطلع العام الموالي 1938. ثم تطوع في الجيش الفرنسي قبل أن يفر منه، انتمى في الأربعينات إلى الحزب الشيوعي التونسي. وبرز من خلال مساهمته في حرب فلسطين، ثم تحول بعد الاستقلال إلى فرنسا، حيث اشتغل عاملا يوميا، وقد أصدر جريدة باللهجة الدارجة سماها العامل التونسي قبل أن تتبناها مجموعة برسبكتيف اليسارية ويطلق اسم الجريدة على تلك المجموعة. وقد عرف بعد ذلك في الأوساط اليسارية من خلال القصيدة التي كتبها حول الهجرة.

## أشهر قصيدة
أشهر ما كتب المولدي زليلة قصيدة بابور الهجرة التي اشتهرت ببابور زمر، ويعالج فيها قضية الهجرة، وقد غناها له الهادي قلة. تقول كلماتها:
- بابور الهجرة

بابور زمّر خش البحر
عطى بالظهر
لارض الوطن عز الوكر
بابور زمّر خش الغريڨ
سالك طريق
ڤدا أرض غربة تشيح الريڨ
عاطي بظهره لوجه الصديڨ
و ڤلب الرفيڨ
وجوه الاهالي طافية صفر هم وكدر
بابور زمّر بالصوت عالي
عل الوطن جالي
يحمل شباب عالشعب غالي
ڤداه اليدين ترعش تشالي
دمع الأهالي
يلذع ويجرح شبح النظر
حرڨ الشفر
بابور زمّر خاشش لبحره
ڤدا أرض برة
لسماء صافية عاطي ظهره
يحمل شباب من أرض خضراء
لحياة مرة
كما يحمل الواد وڤت المطر
عتوڨ الشجر
بابور زمّر هج مالوطن
في مثيل سن
يڤص الموج ڤص الجبن
عل البحر أزرڨ خلـّف كفن
خلـّى السفن
عالشط ترعش خايفة الخطر
هاج البحر ماج البحر
بابور سافر عل العين غاب
تحت الضباب
محشي معبي بخير الشباب
وسڤوه للاجنبي بلا حساب
مثل الدواب
الفرڨ بينه وبين البڤر
جواز السفر